# استوديو الشركات الناشئة
استوديو الشركات الناشئة، المعروف أيضًا باسم مصنع الشركات الناشئة، أو مؤسسة الشركات الناشئة، أو استوديو المخاطرة، هو شركة شبيهة بالاستوديو تهدف إلى بناء العديد من الشركات في الوقت ذاته. يشار إلى هذا النمط من بناء الأعمال باسم «ريادة الأعمال المتوازية».

## تاريخ
في عام 1996 اسس بيل جروس مختبر الأفكار (Idealab)، والذي كانت من أوائل الشركات التي أدخلت فكرة «حاضنات الأعمال» للشركات الناشئة في مجال التكنولوجيا، وقد بدأت بأكثر من 75 شركة. تأسس Idealab لاختبار العديد من الأفكار دفعة واحدة وتحويل أفضلها إلى شركات مع جذب رأس المال البشري والمالي اللازم لطرحها في السوق.
اكتسبت فكرة استوديو الشركات الناشئة اقبالاً واسعاً بدءًا من عام 2008. واعتبارًا من عام 2015، كان هناك أكثر من 65 استوديو للشركات الناشئة في جميع أنحاء العالم، والتي بُني 17 منها منذ عام 2013.

## أنواعها
هناك عدة أنواع من نماذج استوديو الشركات الناشئة.

### استوديوهات «البناء»
يركز هذا النوع على إنشاء شركة وتطويرها، ومعظمها من الأفكار الداخلية. من الأمثلة البارزة على هذا النموذج Atomic ،Pioneer Square Labs ،Rocket Internet، و eFounders.
و على عكس حاضنات ومسرعات الأعمال، هذا الأستوديو لا يقبل بناة الشركات المخاطرين الطلبات المتعلقة بسيرة شركاتهم، وبدلاً من ذلك تقوم الشركات «بسحب أفكار العمل من داخل شبكة مواردها الخاصة وتعيين فرق داخلية لتطويرها.»
وفقًا لـ VentureBeat، كانت Nova Spivack "جزءًا من أوائل التقنيين الذين ابتكروا نموذج استوديو إنتاج الشركة. كتب عن النموذج في عام 2011 في وقت كانت معظم عناصر إنتاجه لا تزال قيد الإنشاء. في الواقع، اخترعت نوفا مصطلح Venture Production Studio، واصفة إياه بأنه "نهج جديد لبناء الشركات الناشئة".

### استوديوهات «الأستثمار»
تجلب الاستوديوهات الاستثمارية الشركات الناشئة الخارجية في مراحلها الأولى وتساعدها على النمو من خلال تزويدها بالأموال والخبرة. ومثال على ذلك استوديوهات Betaworks وشركة العلوم.

## أنظر أيضا
- الحاضنات التجارية
- مؤسس
- شركة مبتدئة
- ريادة الأعمال
- قائمة شركات رأس المال الاستثماري
- مستثمر الملاك